# Pyrostria anjouanensis
Pyrostria anjouanensis är en måreväxtart som beskrevs av Jean Arènes och Alberto Judice Leote Cavaco. Pyrostria anjouanensis ingår i släktet Pyrostria och familjen måreväxter.
Artens utbredningsområde är Komorerna. Inga underarter finns listade i Catalogue of Life.